# 拜洛特岛
拜洛特岛（英語：Bylot Island）是加拿大北部巴芬岛以北的一个岛屿，隶属努纳武特基吉柯塔鲁克地区。总面积11,067 km2，为世界第71大岛屿，加拿大第17大岛屿。该岛东西约180公里，南北约110公里。该岛无常驻居民，偶有因纽特人去狩猎。岛上山脉属于巴芬山脉的一部分。该岛以北极探险家罗伯特·拜洛特（Robert Bylot）命名。该岛绝大部分属于谢米里克国家公园。